# Ikemen desu ne
Ikemen desu ne (美男ですね?, Ikemen desu ne) è un dorama estivo in 11 puntate di TBS andato in onda nel 2011; si tratta della versione giapponese del drama coreano Minam-isine-yo, andato in onda nel 2009 e che ha visto come interprete principale Jang Geun-suk.
La storia ruotava attorno ad una boy-band chiamata ANJell; la protagonista femminile era una suora novizia che ha dovuto prendere temporaneamente l'identità di suo fratello gemello il quale, a causa di un intervento chirurgico in America, non poteva partecipare come voce solista del gruppo.
Ciò porterà ad una complicata relazione tra i membri del gruppo; la giovane suora difatti si dovrà districare tra il bel canto, i fan e i sentimenti molto mondani che gli altri tre ragazzi svilupperanno un po' alla volta nei suoi confronti.

## Trama
Miko è una bella ragazza di 20 anni, di carattere ed indole puro ed ingenuo, ma forse proprio a causa di ciò anche molto incline a commettere errori di valutazione verso le cose del mondo. A partire dal momento in cui suo padre, allora un compositore di fama, morì, lei assieme a suo fratello gemello Mio rimasero senza famiglia e pertanto cresciuti ed allevati in un orfanotrofio.
Ora lei si trova in un convento ed il suo sogno più grande è quello di divenire a tutti gli effetti una suora cattolica, andando a prendere i voti a Roma direttamente dalle mani del Santo Padre.
Ma un giorno improvvisamente gli si presenta davanti uno strano uomo di nome Mabuchi: lui la prega con tutte le sue forze di prendere per un periodo limitato le parti del fratello e di unirsi al gruppo musicale J-pop di cui doveva entrar a far parte; lui si trova impossibilitato in quanto bloccato fuori dal paese, e se non si presentasse rischierebbe di perdere l'occasione più grande della sua vita per sfondare nel mondo della musica.
L'uomo, il manager del fratello di Miko, le chiede pertanto di unirsi alla band chiamata ANJell e prenderne le veci; Mabuchi dopo molte insistenze riesce a convincerla e lei, giovane suora novizia, si trova di colpo immersa nelle cose del mondo, tra interessi economici, fan scatenati, ed infine sentimenti nascenti tra lei e gli altri tre ragazzi componenti la boy-band. Un triangolo amoroso, e forse anche qualcosa di più comincia ad evolversi, assieme alle vicende riguardanti le altre persone intrecciate in vari modi ai protagonisti.

## Cast

### A.N.JELL
- Miori Takimoto è Mio/Miko Sakuraba
- Yura Furutachi è Miko da bambina
- Kuu Furutachi è Mio da bambino
- Yūta Tamamori è Ren Katsuragi:

23 anni, un ragazzo egocentrico e decisamente di carattere difficile, ma indubbiamente un genio musicale perfezionista. Suo padre è un celebre direttore d'orchestra; inizialmente contrario all'ingresso nella band di Mio/Miko.
- Riu Tanaka è Ren da bambino
- Taisuke Fujigaya è Shu Fujishiro:

23 anni, il chitarrista del gruppo, gentile ed affabile, di indole generosa e buona. Si può dire che la sua personalità sia l'esatto opposta di quella di Ren, e quasi quanto lui popolare tra i fan. Gli piace bere una calda tazza di tè durante le pause tra una registrazione e l'altra; è il primo a rendersi conto chiaramente che Mio non è ciò che vuol far credere d'essere... quindi anche il primo a provar qualcosa di più di una semplice amicizia nei suoi confronti.
- Hikaru Yaotome è Yuuki Hongo:

21 anni, il batterista degli AHJell, luminoso, ingenuo e del tutto privo di malizia, gli piace stare in mezzo alla gente, ove si trova perfettamente a suo agio.

### A.J Entertainment
- Masanobu Takashima è Ando Hiroshi
- Shingo Yanagisawa è Mabuchi Hajime
- Nana Katase è RINA
- Anna Nose è Sawagi Yumiko

### Altri
- Haruna Kojima è Nana
- Tanoshingo è Toru
- Miyuki Imori è Sakuraba Shigeko
- Hisako Manda è Mizusawa Reiko, un reporter molto curioso.
- Seiji Rokkaku è Deguchi
- Shigenori Yamazaki è Hashimoto
- Yutaka Shimizu è Baba, capo dei fan degli ANJell.
- Maiko Takahashi è Misaki
- Aoi è Nanami
- Moeri Aizumi è Ayumi

### Star ospiti
- Koda Kumi è herself (ep. 1)
- Aoki Yuko è uno degli ospiti al Welcome Party dedicato a Mio (ep. 1)
- Kato Sylwia è uno degli ospiti al Welcome Party dedicato a Mio (ep. 1)
- Tanaka Minami è uno degli ospiti al Welcome Party dedicato a Mio (ep. 1)
- Ishizaka Koji è Harada (ep. 1)
- Tani Kanon è un bambino dell'Aozora Gakuen (ep. 1)
- Honda Miyu è un bambino dell'Aozora Gakuen (ep. 1)
- Nagashima Terumi è un bambino dell'Aozora Gakuen (ep. 1)
- Uchida Junki è un bambino dell'Aozora Gakuen (ep. 1)
- Kasuga Kanon è un bambino dell'Aozora Gakuen (ep. 1)
- Sasahara Naoki è un bambino dell'Aozora Gakuen (ep. 1)
- Aoyama Kazuya è un bambino dell'Aozora Gakuen (ep. 1)
- Yoshida Akane è un bambino dell'Aozora Gakuen (ep. 1)
- Yashiba Toshihiro è una guardia di sicurezza dell'A.J Entertainment (ep. 2)
- Uchida Mikako è una cameriera (ep. 3)
- Yabe Yukiko è una commessa in un negozio (ep. 3)
- Fujimoto Ryo è un impiegato (ep. 3)
- Tsujimoto Yuto è un fotografo (ep. 3)
- Aoki Kazuyo
- Masuda Naohiro è un newscaster (ep. 4)
- Katori Shingo è se stesso
- Jang Geun-suk è se stesso (ep. 8)